# René Kollo
René Kollo ([[Berlim], 20 de novembro de 1937) é um tenor alemão.
Nasceu com o nome René Kollodzieyski em Berlim. Ele começou a estudar fotografia em uma escola em Hamburgo. Ele começou a tocar jazz em clubes e a estudar atuação com Else Bongers em Berlim. Para preparar-se com papéis musicais ele estudou com Elsa Varena. Ele fez sua estreia operística em Braunshweig em 1965 em uma ópera de Stravinsky. Ele apresentou-se em Braunschweig por dois anos, cantando na maioria das vezes, papéis de tenor lírico. Em 1967 ele foi para a Ópera Alemã de Düsseldorf. No mesmo ano, ele casou-se com a cantora pop Dorthe Larsen e teve uma filha: Nathalie.
Tornou-se o solista convidado em Munique, Frankfurt, Milão e Lisboa. Começou a sua lendária associação com obras de Wagner no Festival de Bayreuth em 1969. Em 1982 ele casou-se novamente com Beatrice Bouquet, uma dançarina, e com ela teve três filhos: Florence, Magali e Oliver Walter.